# Celastrina scharffi
Celastrina scharffi är en fjärilsart som beskrevs av Corbet 1937. Celastrina scharffi ingår i släktet Celastrina och familjen juvelvingar. Inga underarter finns listade i Catalogue of Life.